# Проммеггер, Андреас
А́ндреас Про́ммеггер (нем. Andreas Prommegger, род. 10 ноября 1980, Шварцах, Зальцбург, Австрия) — австрийский сноубордист, выступающий в параллельных дисциплинах. Трёхкратный чемпион мира, трёхкратный обладатель Кубка мира в зачёте параллельных дисциплин, многократный победитель этапов Кубка мира. Участник 5 подряд Олимпийских игр (2006—2022). Спортивное прозвище — Промми (нем. Prommi).

## Спортивная биография

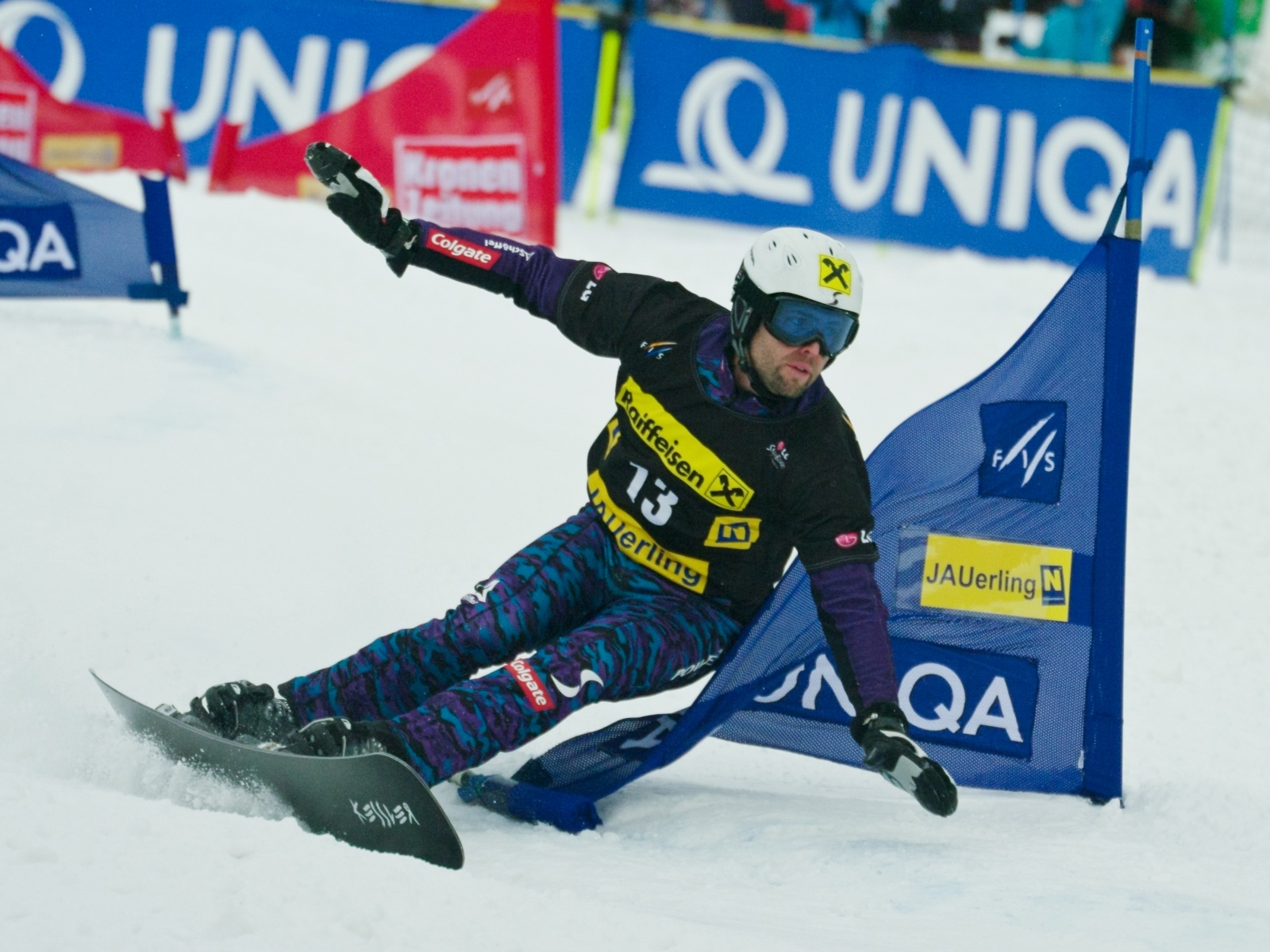
Январь 2012 года

В Кубке мира дебютировал в возрасте 16 лет в январе 1997 года. Впервые стал призёром этапа Кубка мира 8 февраля 2004 года в немецком Берхтесгадене. Первый этап выиграл 19 января 2008 года в испанской Ла-Молине. В сезонах 2011/12, 2012/13 и 2016/17 побеждал в зачёте параллельных дисциплин в Кубке мира. Делит рекорд среди мужчин по количеству побед в зачёте параллельных дисциплин с Матьё Боццетто и Беньямином Карлом (по 3). Ещё 15 раз за карьеру Проммеггер заканчивал сезон в 10-ке лучших в зачёте параллельных дисциплин.
На чемпионатах мира дебютировал в 1999 году в Берхтесгадене, где занял 43-е место в сноуборд-кроссе. Всего за карьеру участвовал в 12 чемпионатах мира на протяжении 24 лет (1999, 2001, 2005—2023). До 2017 года не мог завоевать ни одной медали, хотя трижды был четвёртым. На чемпионате мира в Сьерра-Неваде 36-летний Проммеггер выиграл два золота в параллельном слаломе и параллельном гигантском слаломе. На чемпионате мира 2023 года в Бакуриани в возрасте 42 лет выиграл золото в параллельном слаломе, а также стал вторым в командном параллельном слаломе вместе с Сабин Шёффман. Проммеггер стал самым возрастным в истории чемпионом мира в зимних видах спорта, проходящих на снегу.
На Олимпийских играх дебютировал в 2006 году в Турине. Затем выступал ещё на 4 Олимпиадах (2010, 2014, 2018, 2022). На каждой был одним из основных претендентов на награды, но ни разу не поднимался выше шестого итогового места.
Сноуборд — F2, ботинки — DeeLuxe.

## Результаты на крупнейших соревнованиях

### Зимние Олимпийские игры
| Олимпийские игры | Параллельный гигантский слалом | Параллельный слалом |
| ---------------- | ------------------------------ | ------------------- |
| 2006 Турин       | 9                              | н/д                 |
| 2010 Ванкувер    | 9                              | н/д                 |
| 2014 Coчи        | 8                              | 13                  |
| 2018 Пхёнчхан    | 12                             | н/д                 |
| 2022 Пекин       | 6                              | н/д                 |